# Delahaye 135
Delahaye 135 – samochód sportowy. Wyprodukowano około 2000 sztuk. Produkowany w latach 1936–1954.
Karoserie opracowywało wiele firm stylizacyjnych, jednak najsłynniejszą stworzyła Figoni & Falaschi.

## Panel techniczny
Silnik 6 cyl., 3557 cm³, 115 KM, prędkość maks. 153 km/h.